# 산티아고 기사단

산티아고 기사단의 문장

산티아고 기사단(갈리시아어: Orde de Santiago, 스페인어: Orden de Santiago)은  "성 야고보의 검우단"이라고도 알려진 스페인과 갈리시아의 성인 야고보의 이름을 따 12세기에 창설된 단체이다. 초창기의 목표는 성 야고보 순례길과 기독교 세력에 대한 수호였다.
1493년에 그랜드마스터인 알폰소 데 카르데나스(Alfonso de Cárdenas)가 사망하자, 가톨릭 군주는 기사단을 스페인 왕실에 합병시켰고 교황 하드리아노 6세는 산티아고 기사단의 그랜드 마스터 직을 스페인 왕위와 영구적으로 합쳤다.
스페인 제1공화국은 1873년에 기사단을 탄압했지만, 군주정이 복위되면서 다시 복원되었으며, 영예로운 귀족 기관으로서의 성격은 쇠퇴했다.

## 같이 보기
- 성 야고보 십자가